# Почтово-благотворительная марка

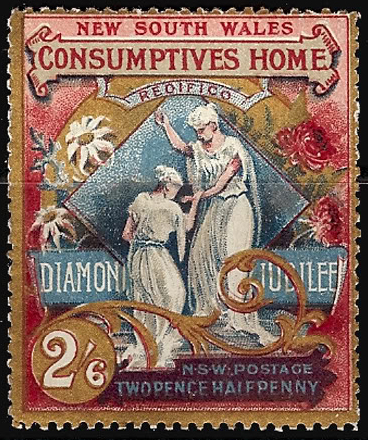
Одна из первых полупочтовых марок, вышедших в Новом Южном Уэльсе (1897, 2½ пенса, продажная стоимость — 2 шиллинга 6 пенсов)(Sc #B2)

Почто́во-благотвори́тельные ма́рки, или полупочто́вые ма́рки, — знаки почтовой оплаты с дополнительным номиналом, предназначающимся для отчисления в фонд каких-либо организаций, на благотворительные цели.

## Описание
Почтово-благотворительные марки относятся к маркам общего пользования. На них, как правило, указываются сумма почтового сбора, который может быть оплачен данной маркой, и величина надбавки на благотворительные цели. Вместе с тем, известны выпуски, на которых напечатана лишь одна сумма почтового сбора, а необходимость их продажи по повышенной цене для получения благотворительной надбавки определялась особыми условиями.
Причины выпуска почтово-благотворительных марок могут быть самыми различными и определяются многими факторами экономико-социального характера той или иной конкретной страны. С помощью почтово-благотворительных марок организуется сбор средств на определённые социальные нужды: в фонд помощи безработным, больным и инвалидам, на улучшение жизни детей и пенсионеров, пострадавшим от стихийных бедствий: землетрясений, наводнений и т. д.

## Отличие
От почтово-благотворительных марок следует отличать почтово-налоговые марки, которые не предназначены для оплаты почтового сбора, а служат для оплаты дополнительного сбора на какие-либо иные цели. К почтово-благотворительным выпускам не относятся благотворительные марки, издаваемые различными организациями в благотворительных целях. Такие издания вообще не являются знаками почтовой оплаты.

## История

Почтово-благотворительная марка Бельгии (1945, 1 + 30 франков)(Sc #B395)

Первые почтово-благотворительные марки были выпущены в 1897 году в двух бывших британских колониях — Виктории и Новом Южном Уэльсе (Австралия). Это были две юбилейные серии к 60-летию коронации английской королевы Виктории. Разница в стоимости в Виктории предназначалась на организацию больницы для бедных, а в Новом Южном Уэльсе — на строительство специальной больницы для лечения больных туберкулёзом. На марках Виктории упоминаний о благотворительном характере выпуска не было, обозначен лишь почтовый номинал, а продажная стоимость (12-кратная) не указана. На марках Нового Южного Уэльса проставлены и стоимость почтового сбора, и продажная цена.
В начале XX века почтово-благотворительные марки стали издаваться и в других странах; в Швейцарии, например, они выпускались регулярно с 1912 года в пользу молодёжи. Поначалу полупочтовые марки могли использоваться лишь для оплаты внутренних отправлений, а в 1920 году Всемирный почтовый союз разрешил оплачивать ими и международную корреспонденцию.
Определённая популярность этих марок привела в ряде стран к чрезмерному их выпуску и необоснованно высоким суммам сборов на благотворительные цели. Так в 1940-е годы в Бельгии, Люксембурге и Франции количество почтово-благотворительных эмиссий составляло более 50 % от общего числа изданных. Бельгийская марка 1945 года, посвящённая послевоенному восстановлению экономики, установила своеобразный рекорд: при почтовом сборе в 1 франк надбавка составила 30 франков. С целью стимулирования покупателей многие почтовые администрации стали выпускать почтово-благотворительные марки уменьшенными по сравнению с обычными выпусками тиражами. Международная федерация филателии (ФИП) вынуждена была принять ряд решений, направленных на ограничение таких изданий. Так, по правилам ФИП, сумма дополнительного сбора на благотворительные цели не должна превышать 50 % от номинала. Марки, выпущенные с нарушением этого условия, относятся к категории выпусков «вредных для филателии» и не допускаются для экспонирования на филателистических выставках, организуемых с участием ФИП.

## Выпуски России и СССР

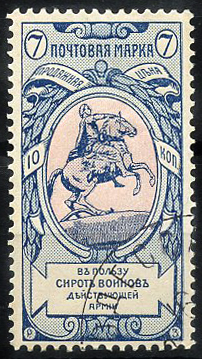
Почтово-благотворительная марка России «В пользу сирот воинов действующей армии» (1904, 7 + 3 копейки; КС 3)(Sc #B3)

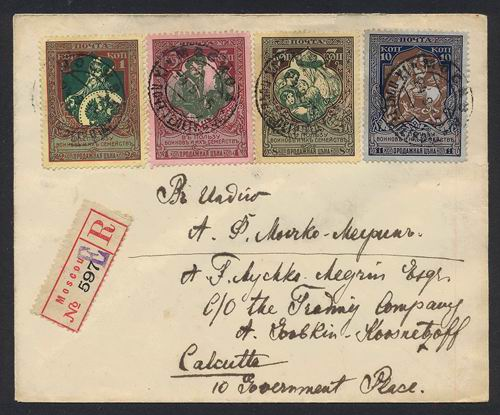
Прошедший почту конверт с почтово-благотворительными марками Российской империи «В пользу воинов и их семейств» (1914)

Впервые почтово-благотворительные марки вышли в России в связи с началом русско-японской войны по инициативе Императорского женского патриотического общества в декабре 1904 года. Серия состояла из четырёх марок номиналом в 3, 5, 7 и 10 копеек. Дополнительный сбор (добавлялся к основному номиналу) составлял в каждом случае 3 копейки, поступал в фонд общества и предназначался для сбора средств в пользу сирот воинов действующей армии, находившихся под покровительством общества. Приобретение этих марок и оплата ими корреспонденции не являлись обязательными.
В начале Первой мировой войны Императорскому женскому патриотическому обществу по его ходатайству министерством внутренних дел было разрешено вновь выпустить почтово-благотворительные марки, часть доходов от которых отчислялась в фонд помощи раненым и семьям погибших воинов. Было выпущено две серии из четырёх марок номиналом в 1, 3, 7 и 10 копеек; первая серия вышла в ноябре 1914 года на цветной бумаге, вторая в марте 1915 года на белой. Дополнительный сбор составлял по 1 копейке. На каждой марке воспроизведены оригинальные рисунки. На марке в 1 копейку — древнерусский воин с мечом и щитом; на марке в 3 копейки — казак, прощающийся с семьёй; на семикопеечной марке — женщина в старинной одежде, олицетворяющая Россию, беседует с детьми; на марке в 10 копеек — Георгий Победоносец, поражающий дракона. Рисунки марок были созданы художником Р. Г. Зарриньшем.
Первые почтово-благотворительные марки РСФСР вышли в декабре 1921 года. Предназначались они для сбора средств в фонд помощи голодающим Поволжья. Серия состояла из четырёх марок одинакового номинала в 2250 рублей, из которых 250 рублей составлял почтовый сбор, а 2000 рублей — надбавка.
В ноябре 1924 года была издана серия из пяти марок в помощь населению Ленинграда, пострадавшего от наводнения. На знаках почтовой оплаты РСФСР были сделаны надпечатки соответствующего текста, сумма почтового сбора и благотворительная надбавка. Это был первый почтово-благотворительный выпуск СССР. Почтово-благотворительные марки СССР выходили также в 1926—1927 и 1929 годах в помощь беспризорным детям, а в декабре 1932 года и марте 1933 года — в связи с проведением Всесоюзных филателистических выставок соответственно в Москве и Ленинграде.
| Примеры почтово-благотворительных марок России и СССР             | Примеры почтово-благотворительных марок России и СССР                    | Примеры почтово-благотворительных марок России и СССР                       |
| ----------------------------------------------------------------- | ------------------------------------------------------------------------ | --------------------------------------------------------------------------- |
|                                                                   |                                                                          |                                                                             |
| 1914: Российская империя «В пользу воинов и их семейств» (Sc #B5) | 1921: РСФСР «Помощь голодающим Поволжья» (ЦФА [АО «Марка»] #30; Sc #B16) | 1977: СССР «Игры XXII Олимпиады в Москве» (ЦФА [АО «Марка»] #4707; Sc #В63) |

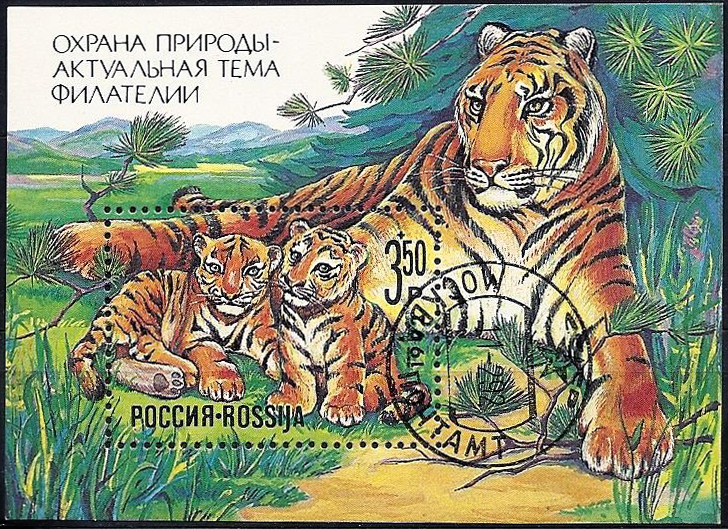
Почтово-благотворительный блок России «Охрана природы — актуальная тема филателии» (1992)

В декабре 1976 года после длительного перерыва выпуск почтово-благотворительных марок в СССР был возобновлён. В связи с проведением игр XXII Олимпиады в Москве с 1976 по 1980 год в общей сложности было издано 79 почтово-благотворительных марок и блоков с доплатой в фонд Оргкомитета Игр XXII Олимпиады. После перерыва в 1988 году вышли почтово-благотворительные серии «Живопись», «Животные зоопарков», «Детский фонд имени В. И. Ленина».
Последняя почтово-благотворительная марка СССР вышла в августе 1991 года в помощь Советскому фонду культуры (Ассоциация колокольного искусства).
В январе 1992 года был выпущен почтовый блок с дополнительным сбором в фонд помощи Союзу филателистов Российской Федерации. Это был первый почтово-благотворительный выпуск современной России.